# Oliveira Martins
Joaquim Pedro de Oliveira Martins (n. 30 aprilie 1845, Lisabona, Portugalia – d. 24 august 1894, Lisabona, Portugalia) a fost un istoric și om politic portughez. De asemenea, alături de Antero și de Eça de Queirós, a fost unul din principalii lideri ai „Generației de la 1870”. Oliveira Martins a modificat, prin cărțile sale, conștiința
istorica a Portugaliei.

## Viața si destinul literar

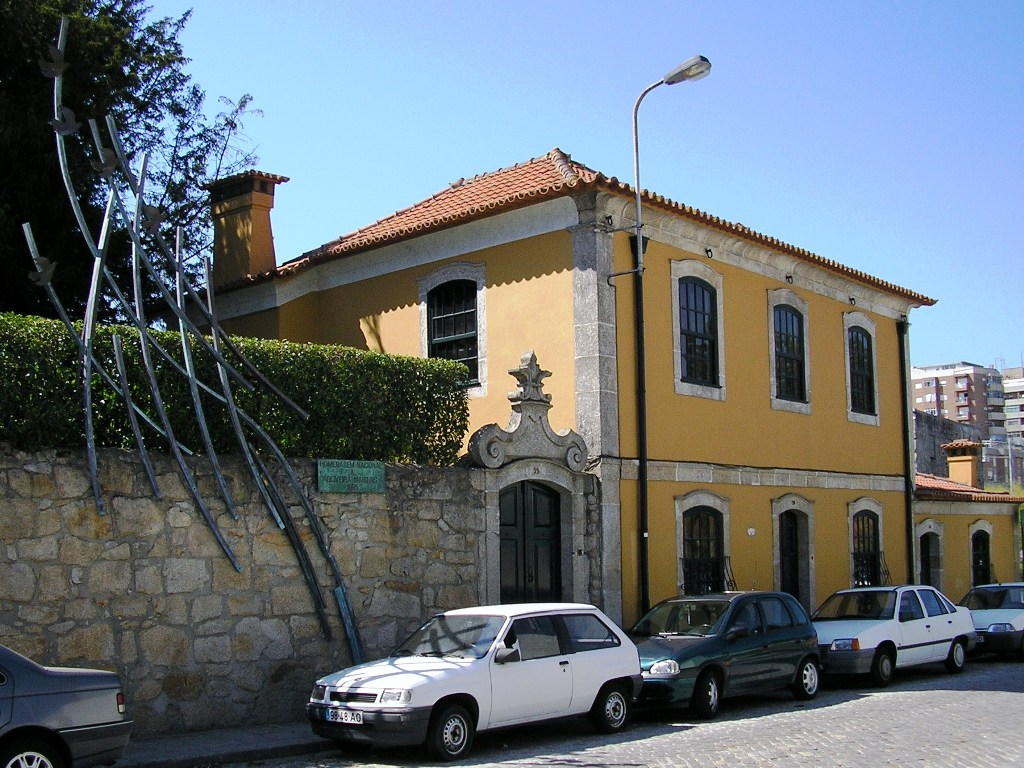
Casa da Pedra, unde a trăit Oliveira Martins

Ca și Antero de Quental, istoricul Oliveira Martins lucrează din răsputeri la dezagregarea statului liberal și constituțional portughez. Critica pe care o face liberalismului, mai ales în cele două volume ale „Portugaliei Contemporane”, găsește un extraordinar ecou. Edițiile se epuizează în timp record. Oliveira Martins scrie inspirat, cu un neîntrecut talent literar, prezentând istoria patriei sale în tablouri dramatice, colorate, pregnante. Regii sunt zugrăviți în câteva fraze incisive, politica lor e rezumată în formule lapidare, pe care cititorul le memorizează cu deliciu, pentru că într-adevăr proza lui Oliveira Martins e fermecată și cărțile lui exercită o influență magică.
Făcând parte din categoria burghezilor intelectuali, Oliveira Martins a fost obligat, din cauza greutăților familiare, să intre de timpuriu în comerț și să-și facă o cultură de autodidact, în care cunoștințele de istorie și cele de economie politică ocupă un loc aparte. Admirator al lui Herculano, el scrie în tinerețe un roman istoric - Phoebus Moniz.
Exceptând romanul său Phobus Moniz, Oliveira Martins a debutat cu două cărți, Teoria de Socialismo și Portugal e o Socialismo, în care popularizează socialismul proudhonian, adaptându-l la condițiile de viață portugheze. În ambele cărți, cel mai important lucru este critica sa lucidă la adresa liberalismului și revoluției liberale portugheze.

## Opere
- História de Portugal. - Este constituită dintr-o succesiune de tablouri dramatice, în care se dă o mare importanță activității personalităților istorice, încercând să se identifice mobilele psihologice ale acestora. Dar un fel de fatalitate conduce aceste momente dramatice către un deznodământ funest: în final, oamenii se transformă în umbre purtate de aripile destinului. Această operă se dovedește a fi un amplu poem, scris într-un ritm diabolic, cântând, sub formă de epitaf, istoria unei națiuni care și-a trăit momentul său eroic în epoca călătorilor pe ape și apoi s-a stins.
- Portugal Contemporâneo. - Deși la fel construită, această operă este mai bogată în idei concrete. Oliveira Martins, prin intermediul narațiunii, face o critică a liberalismului și a reprezentanților săi, critică uneori contradictorie, în care fie că se condamnă anarhia liberală în numele socialismului, fie că se slăvește vechiul regim în numele tradiționalismului extremist.
- Os Filhos de Don João I. (Fiii lui Ioan I)
- A Vida de Nun' Álvares. (Viața lui Nun' Álvares)
- O Príncipe Perfeito. (Principele perfect)
- A Inglaterra de hoje. (Anglia de azi)